# Croatie aux Jeux paralympiques d'hiver de 2010
Cet article présente des informations sur la participation et les résultats de la Croatie aux Jeux paralympiques d'hiver de 2010.

## Participation
La Croatie était représentée par 4 athlètes aux Jeux paralympiques d'hiver de 2010 à Vancouver (Canada).

## Ski alpin
- Mario Dadic
- Zlatko Pesjak
- Nikolina Santek
- Dino Sokolović

## Source
- (en) Cet article est partiellement ou en totalité issu de l’article de Wikipédia en anglais intitulé « Croatia at the 2010 Winter Paralympics » (voir la liste des auteurs).